# 나창헌 (1896년)
나창헌(羅昌憲, 1896년 1월 29일~1936년 6월 26일)은 대한민국 임시정부 시대의 독립 운동가이다.
평안북도 희천군 진면 행천동(현 희천시) 출생이다. 그는 1919년 3·1 운동 당시 경성의학전문학교 재학 중이었는데, 학생 대표로 운동에 참가했다. 이후 안재홍의 청년외교단에 가입하였고, 의친왕 망명을 꾀한 대동단 사건에 연루되어 복역했다.
출옥 후에 상하이로 건너가 한국노병회(韓國勞兵會)에서 일했다. 한국노병회는 김구와 여운형이 조직한 무장 독립 운동 단체이다. 이후 대한민국 임시정부에 투신하여 경무국장, 임시의정원 의원 등으로 근무했다. 그는 1925년 대통령 이승만에 대한 탄핵안을 제안하는 등, 위험한 상하이에서 멀리 떨어진 곳에 머물면서 외교 우선 노선을 펼치는 이승만 계열의 반대파로 활동했다.
1926년에는 상하이 내에서 밀정 제거와 일제 기관 파괴를 목적으로 하는 무장저항운동단체인 병인의용대를 구성했다. 당시 상하이에서는 일본이 조선인을 밀정으로 고용하여 독립 운동가들을 체포하는 일이 잦았기 때문이다. 이 단체에는 나창헌의 형제들도 가담했다. 병인의용대는 4월 8일 상하이 일본총영사관 폭탄 투척 사건으로 일본을 놀라게 했으며, 나창헌은 9월 5일 직접 다시 일본총영사관에 폭탄을 던지는 제2차 폭탄 투척 사건을 일으켰다.
그는 일본 경찰의 끈질긴 추격에도 불구하고 체포되지 않고 있다가, 중국 사천성에서 만현의원을 운영 중이던 1936년에 41세의 나이로 병사했다.

## 사후
1963년 건국훈장 독립장이 추서되었다.

## 참고자료
- 대한민국 국가보훈처, 이 달의 독립 운동가 상세자료 - 나창헌, 2001년